# Pallacanestro Olimpia Milano 1989-1990
Questa voce raccoglie le informazioni riguardanti la Pallacanestro Olimpia Milano  nelle competizioni ufficiali della stagione 1989-90.

## Verdetti stagionali
Competizioni nazionali
- Serie A1 1989-1990:

regular season: 10ª classificata su 16 squadre (15 partite vinte su 30),
play off: Ottavi di finale
- Coppa Italia 1990: Fase a gironi[1]

Competizioni europee
- Coppa dei Campioni 1989-1990: Eliminata nel girone dei quarti di finale (5° su 8 con 7 partite vinte su 14)

## Stagione
L'Olimpia, ancora guidata dal tecnico Casalini e sponsorizzata da Philips, torna a disputare la Coppa dei Campioni; superato il primo turno e gli ottavi di finale si qualifica per il girone dei quarti di finale dove con 7 partite vinte e 7 perse si qualifica al quinto posto non ottenendo quindi la qualificazione al turno successivo.
In Coppa Italia disputa il girone di qualificazione che si svolge fra settembre e ottobre 1989 assieme a Torino, Montecatini e Sassari terminando a pari punti con la Ipifim Torino, che allora giocava in serie A2, ma venendo eliminata per la differenza canestri perdendo l'ultima partita del girone a Torino per 130 a 108.
In campionato conclude la stagione regolare al decimo e ultimo posto per la qualificazione ai play off, dove negli ottavi affronta la Viola Reggio Calabria perdendo la prima partita in Calabria, portandosi sul pari nel ritorno a Milano ma venendo sconfitta ed eliminata 87 a 90 il 28 aprile 1990 nella bella a casa degli avversari
.

## Roster
| Nominativo          | Ruolo               | Nazionalità        | Nota        |
| ------------------- | ------------------- | ------------------ | ----------- |
| Massimiliano Aldi   | Ala                 | Italia             | [ 4 ]       |
| Matteo Anchisi      | Play                | Italia             | [ 4 ]       |
| Alessandro Chiodini |                     | Italia             | [ 4 ]       |
| Earl Cureton        | Ala grande/Centro   | Stati Uniti        | [ 4 ]       |
| Mike D'Antoni       | Play                | Stati Uniti Italia | [ 4 ] [ 5 ] |
| Orlando Graham      | Ala grande          | Stati Uniti        | [ 4 ]       |
| Bob McAdoo          | Ala grande          | Stati Uniti        | [ 4 ]       |
| Dino Meneghin       | Centro              | Italia             | [ 4 ]       |
| Piero Montecchi     | Play /Guardia       | Italia             | [ 4 ]       |
| Riccardo Pittis     | Ala                 | Italia             | [ 4 ]       |
| Flavio Portaluppi   | Guardia             | Italia             | [ 4 ]       |
| Antonello Riva      | Guardia/Ala piccola | Italia             | [ 4 ]       |

Allenatore: Franco Casalini